# Louis Pierre Gratiolet
Louis Pierre Gratiolet, né le 6 juillet 1815 à Sainte-Foy-la-Grande et mort le 16 février 1865 à Paris, est un  anatomiste, anthropologue et zoologiste français. Il est membre-fondateur de la Société d'anthropologie et professeur de zoologie à la faculté de sciences de l'université de Paris.

## Biographie
Les travaux de Pierre (ou Pierre-Louis) Gratiolet couvrent aussi bien l'anthropologie physique, l'anatomie du cerveau que la physiognomonie. On lui doit d'avoir décrit les radiations optiques, les voies nerveuses qui connectent le thalamus au cortex visuel, nommées radiations optiques de Gratiolet.
Par ses travaux en anatomie comparée, Gratiolet observe que les circonvolutions cérébrales suivent une organisation similaire entre les différentes espèces de primates et l'homme : chez les espèces plus éloignées, seuls les grands sillons sont présents, mais plus on se rapproche de l'être humain et plus le cerveau est plissé. Gratiolet introduit aussi la division de la surface corticale en cinq lobes (lobe frontal, lobe temporal, lobe pariétal, lobe occipital et insula), découpage encore utilisé au XXIe siècle.
Il est nommé chevalier de la Légion d'honneur en 1858.
Refusant tout lien entre l'intelligence et la taille du cerveau, Gratiolet s'opposa vivement à Paul Broca (1824-1880) sur cette question mais les deux hommes qui, coïncidence, étaient originaires de la même ville, se retrouvèrent sur l'idée que l'aphasie résultait d'une atteinte des lobes frontaux, en particulier gauche, du cerveau.
Pierre Gratiolet fut nommé professeur de zoologie à la faculté de sciences de l'université de Paris en 1863, à la suite du décès d'Isidore Geoffroy Saint-Hilaire (1805-1861).

## Œuvres et publications
- Recherches sur l'organe de Jacobson, [Thèse pour le doctorat en médecine, présentée et soutenue le 22 août 1845], Impr. Rignoux, 1845.
- « Notes sur le système veineux des reptiles », in Journ. de l'Institut, tome 21, p. 60.
- « Note sur les expansions des racines cérébrales du nerf optique et sur leur terminaison dans une région déterminée de l’écorce des hémisphères », in Compt. Rend. Acad. Sci., 1854, vol. 39, p. 274-278.
- Mémoire sur les plis cérébraux de l'homme et des primates, Paris, A. Bertrand, 1854 (lire en ligne).
- Notice sur les travaux de M. Pierre Gratiolet, Paris, Félix Malteste et Cie, 1855 (lire en ligne).
- « Note sur les effets qui suivent l'ablation des capsules surrénales », in CR Soc. Biol.(Paris), 1856, vol. 43, p. 468-470.
- « Mémoire sur le développement de la forme du crâne de l'Homme et sur quelques variations qu'on observe dans la marche de l'ossification de ses sutures », in Comptes rendus hebdomadaires des séances de l'académie des sciences, 1856, vol. 43, no S 428.
- Recherches sur le système vasculaire de la Sangsue médicinale et de l'Aulastome vorace. Suivi de Propositions de zoologie, de botanique et de géologie données par la faculté, Paris, L. Martinet, 1862 (lire en ligne).
- Titres scientifiques de M. Pierre Gratiolet, Paris, Mallet-Bachelier, 1863 (lire en ligne).
- « Comparaison du bras et de la main de l'Homme avec l'avant-bras et la main des grands Singes à sternum plat », in Comptes Rendus de l'Académie des sciences, 1864, p. 321-24.
- De la physionomie et des mouvements d'expression, [suivi d'une Notice sur sa vie et ses travaux, et de la nomenclature de ses ouvrages, par Louis Grandeau], J. Hetzel (Paris), 1865, lire en ligne sur Gallica.
- Recherches sur l'anatomie du Troglodytes aubryi, chimpanzé d'une espèce nouvelle, Paris, Guérin, 1866 (lire en ligne).
- Recherches sur l'anatomie de l'hippopotame [publiées par les soins du Dr Edmond Alix], V. Masson (Paris), 1867, lire en ligne sur Gallica.

En collaboration
- avec François Leuret : Anatomie comparée du système nerveux considéré dans ses rapports avec l’intelligence, J.B. Ballière (Paris),  1839-1857:

1. volume 1, lire en ligne sur Gallica
2. volume 2, lire en ligne sur Gallica

- avec Louis-Nicolas Grandeau :De la physionomie et des mouvements d'expression, J. Hetzel (Paris), 1865 - 438 p., Texte intégral.

## Hommage

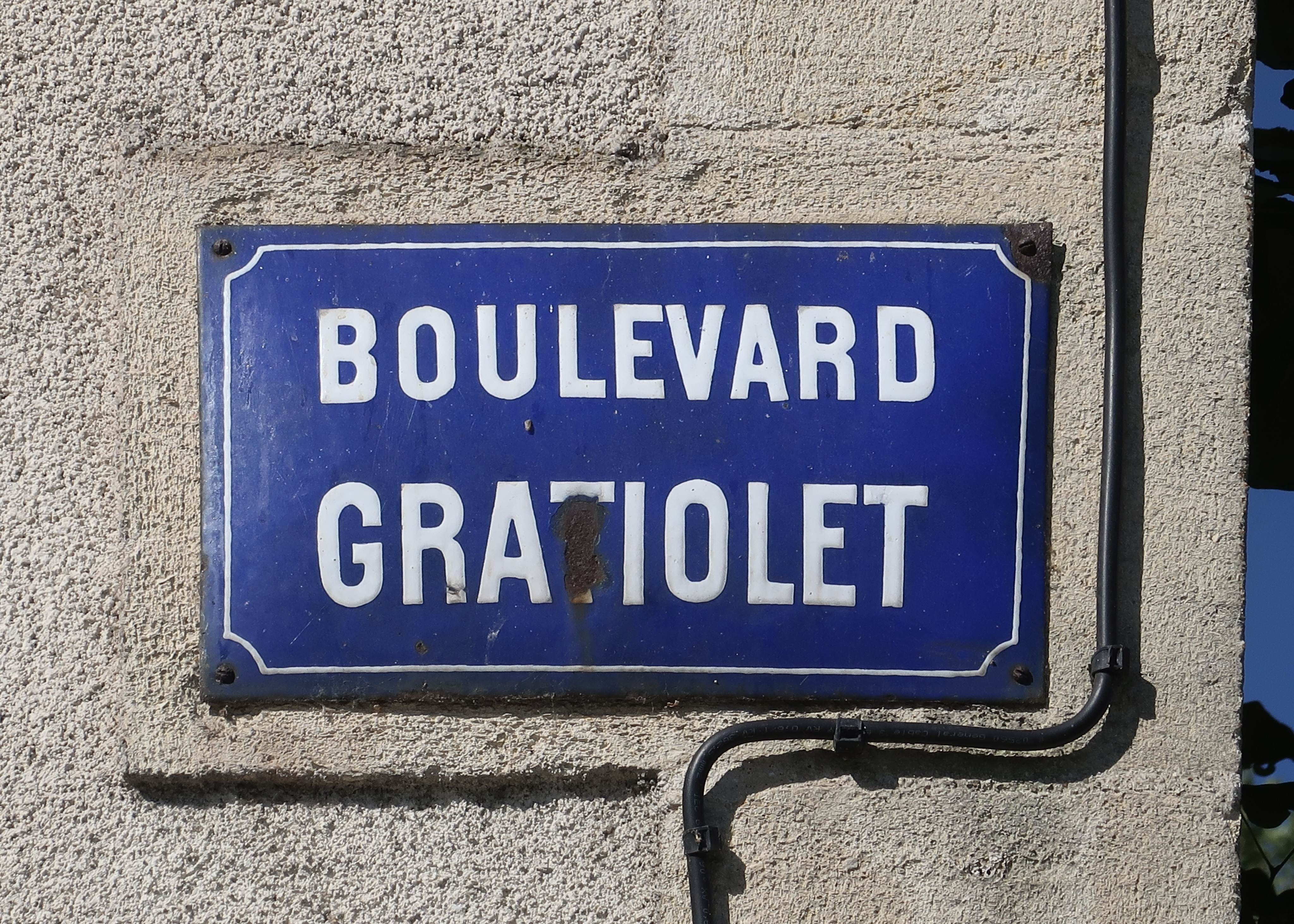
Plaque du boulevard Gratiolet à Sainte-Foy-la-Grande.

- Boulevard Gratiolet à Sainte-Foy-la-Grande (Gironde).

### Bibliographie

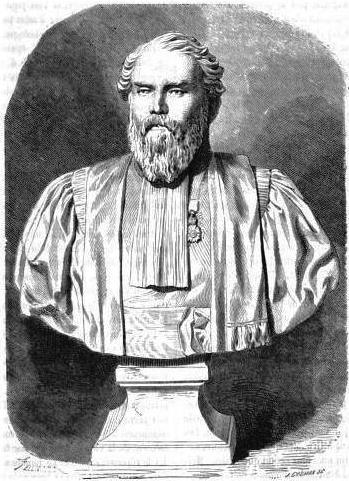
Buste de Pierre Gratiolet.